# Дело Джохара Царнаева
Джоха́р Анзо́рович Царна́ев (чечен. Carnayev Anzor-khant Dƶovhar; Царнаев Анзор-кӏант ДжовхΙар; род. 22 июля 1993, Токмак, Киргизия) — один из организаторов взрывов на Бостонском марафоне весной 2013 года.

## Биография
Джохар Царнаев родился 22 июля 1993 года в городе Токмак Киргизии. В конце 1990-х годов Джохар со своей семьёй переехал из Киргизии в Махачкалу (Дагестан). Во время проживания в Махачкале он обучался в махачкалинской школе № 1. В 2002 году семья Царнаевых эмигрировала в США. На момент получения грин-карты Джохар имел паспорт гражданина Кыргызстана.
Джохар учился в бостонской школе Cambridge Rindge & Latin School. В школе он был достаточно общителен, увлекался волейболом. В феврале 2011 года получил титул «атлета месяца» как лучший спортсмен-борец школы. За достижения в спорте он получил стипендию в размере 2,5 тыс. долларов от города Кембриджа (Массачусетс) на обучение в вузе. Поступил в колледж Дартмут Массачусетского университета. С 2011 года Джохар проживал в городе Кембридже. В сентябре 2012 года получил гражданство США.
19 апреля 2013 года Джохар со своим старшим братом Тамерланом стали объектом преследования со стороны американских спецслужб. Их подозревали в организации теракта в Бостоне 15 апреля 2013 года. По данным следствия, при задержании Джохара Царнаева он оказал сопротивление и, получив ранение, скрывался несколько часов в городе Уотертауне (пригород Бостона). Полиция обнаружила Джохара на катере и арестовала. По предварительным данным следствия, перед арестом Джохар пытался покончить с собой, выстрелив себе в рот. В результате он получил ранение в шею, из-за которого потерял способность говорить. 22 апреля 2013 года Джохар Царнаев пришёл в сознание и начал давать письменные показания.
Джохар Царнаев занимался спортивной борьбой. Владеет русским, английским и чеченским языками. Вёл микроблог в «Твиттере» под именем @J_tsar. Большую часть твитов Джохар писал на английском, но встречались и записи на русском. В американские СМИ широкую известность получил твит Джохара о том что в «этом городе (Бостоне) нет любви». Персональная страница в Facebook djohar.tsarnaev была удалена администрацией сайта.
По сведениям телеканала «Аль-Арабия», в последнем сообщении на Facebook Джохар написал своему отцу: «Это мое последнее сообщение перед тем как полиция схватит меня. Я никогда этого не делал. Меня подставили. Отец, прости меня. Мне жаль, что так случилось…».
Во время совершения теракта Джохар учился на втором курсе Массачусетского университета Дартмута и проживал в студенческом общежитии. Стоимость обучения в данном колледже превышала 22 000 долларов США в год, а спортивная стипендия Джохара составляла лишь 2 500 долларов США, и эту разницу он, по утверждению знакомых, покрывал, приторговывая марихуаной, при этом в его комнате постоянно ощущался стойкий запах этого наркотика. За последние 3 семестра молодой человек получил 7 неудовлетворительных оценок. Говорил, что хочет стать дантистом. Соседи Джохара по общежитию и другие студенты описывали его как вполне нормального, вменяемого человека, позволявшего себе курнуть марихуану, любившего хип-хоп и избегавшего разговоров о политике. Перед захватом, скрываясь на катере, Джохар, полагая, что вскоре умрёт, написал, что теракт является местью за гибель мусульман в Афганистане и Ираке от рук американских солдат. А также, что он не жалеет о смерти брата, так как верит, что тот попал в рай, как шахид-смертник.

## Суд
Суд над Джохаром Царнаевым, обвинённым в организации взрывов 2013 года на Бостонском марафоне, начался 4 марта 2015 года в федеральном окружном суде штата Массачусетс, после двух лет досудебных слушаний. Адвокат Царнаева Джуди Кларк выступила с 20-минутной речью перед присяжными и начала с заявления, что её клиент Джохар Царнаев и его брат Тамерлан установили бомбу, убившую трёх человек и покалечившую сотни людей, а также несколькими днями спустя убили офицера полиции. «Мы оспариваем лишь немного из того что случилось 15 апреля». Вина Царнаева была признана по всем 30 пунктам обвинения, и он за свои преступления был приговорён к смертной казни посредством смертельной инъекции.

### Первичные слушания
10 июля 2013 года в федеральном суде штата Массачусетс в г. Бостон под председательством судьи-магистрата Марианны Боулер Царнаева привлекли к суду по 30 обвинениям. Там он впервые появился на публике. Он заявил о своей невиновности по всем 30 пунктам обвинения, в число которых входили использование и участие в заговоре с целью использования оружия массового поражения, что привело к смерти [людей]. Интересы Царнаева в суде представляла команда из Мириам Конрад, Дэвида Брука, Уильяма Фика, Тимоти Дж. Уоткинса и Джуди Кларк.
30 января 2014 года генеральный прокурор США Эрик Холдер объявил, что федеральное правительство потребует смертной казни для Джохара Царнаева. Досудебное соглашение было отвергнуто, после того как правительство отказалось отмести возможность вынесения смертного приговора. Судебный процесс проводил судья Джордж О’Тул. Отбор присяжных продолжался два месяца.

### Вступительные заявления
Стороны приступили к вступительным заявлениям 4 марта 2015 года. Заместитель окружного прокурора Уильям Уэйнреб выступил с речью от обвинения. «Обвиняемый делает вид, что он всего зритель, но убийство живёт в его сердце.»
Уэйнреб предоставил графическое описание последующих событий, которое выслушали также члены семей жертв, находящиеся в зале суда. Уэйнреб рассказал о жертвах: восьмилетней Мартин Ричард «истёкшей кровью на тротуаре», Ли Лингзи (吕令子) «внутренности которой вывалились наружу» и Крайстл Кэмпбелл, оставленной с «зияющими дырами» в теле. В первый же день было установлено, что Царнаев четыре минуты стоял на Бойлстон-стрит, после чего поставил на землю рюкзак с бомбой. После установки бомбы Царнаев пошёл в супермаркет за молоком «как будто ничего и не произошло».
Присяжные также услышали, что друг братьев Царнаевых Стефан Сильва передал 9-мм пистолет «Рюгер», из которого был убит офицер полиции Шон Кольер, когда братья пытались спастись бегством. Кольер был дважды ранен в голову по касательной, один раз между глаз, и трижды в правую руку. Аспирант видел братьев, стоящих у патрульного автомобиля, в котором сидел Кольер, а другой свидетель слышал выстрелы.
Обвинение утверждало, что братья Царнаевы были вдохновлены аль-Каидой и читали спонсируемый аль-Каидой онлайн-журнал Inspire, где описывалось, как собирать бомбы из скороварки. Тамерлан погиб после того, как Джохар переехал его тело на машине, пытаясь скрыться в ходе перестрелки с полицией в Уотертауне. Допустив совершение преступлений, Кларк заявил, что «обстоятельства, собравшие нас здесь, всё ещё трудно понять, они непостижимы, непростительны», но попытался доказать, что Джохар действовал под влиянием Тамерлана.

### Показания жертв и свидетелей
5 марта на второй день суда были допрошены семеро свидетелей по поводу того, что они видели до, во время и после взрывов. Во время допроса Билла Ричардса, отца Мартина, несколько присутствующих, в том числе один присяжный, плакали. Офицер бостонской полиции, ветеран Иракской войны Фрэнк Чиолоа дал показания о последних минутах жизни Кристл Мэри Кэмпбелл, его товарищ офицер Лорен Вудс рассказал о Лу Лингзи. Вудс отказался подчиниться приказу уйти со стороны улицы, где лежала Лу, после того как она умерла.
Джеф Бауман, потерявший в ходе теракта обе ноги, появился на суде в шортах. Его фотография, сделанная «человеком в ковбойской шляпе» Карлосом Арредондо, получила широкое распространение после взрывов. Он показал, что заметил, как Тамерлан поставил свой рюкзак на землю за секунды до взрыва.
9 марта, на третий день допросов свидетелей, присяжные выслушали показания 27 свидетелей, как раненых от взрывов, так и пытавшихся помочь пострадавшим. Присяжным были продемонстрированы кадры видеокамеры безопасности, на которых были видны братья Царнаевы, приблизившиеся к финишной линии, поставившие бомбы на землю и затем покинувшие место преступления. Также было открыто, что у Царнаева был тайный аккаунт Твиттер, где он размещал исламистские материалы экстремистского характера.
Джеймс Хули, глава служб скорой помощи Бостона, дал показания о 118 пострадавших, доставленных в больницы. Для транспортировки также использовались полицейские машины. Согласно главному суперинтенданту Уильяму Гроссу, бостонская полиция ввела в действие все свои доступные ресурсы. Гросс показал, что работа общественного транспорта в области была приостановлена и полиция провела поиск других бомб. Комиссар полиции кричал в радио: «Остановите забег, дайте мне всё, что у вас есть на Бойлстон-стрит». Местность была очищена от зрителей, бегунов и прочих жертв за 22 минуты.
Присяжные также увидели видео, на котором Царнаев через 22 минуты после взрыва выбирал какое молоко купить, и другое видео, на котором он вечером занимался в тренажёрном зале Umass.

### Бегство Царнаева
На четвёртый день суда присяжным была показана надпись, выцарапанная Царнаевым на борту лодки, в которой он прятался и был найден владельцем лодки Дэвидом Хеннербери, скрючившийся как эмбрион. Он сказал, что завидует брату, который угодил в райский сад или в высочайший рай и просил Бога сделать его шахидом. Присяжные увидели лодку непосредственно на седьмой день суда.
Убийство Шона Кольера стало главной темой, разбиравшейся на пятый день суда. Его обнаружили живым, но без сознания, издающим булькающие звуки. Он получил три огнестрельных ранения в голову, одна пуля прошла между глаз, и три раны в руку. По меньшей мере одна из пуль была выпущена в упор. Машина Кольера и он сам были залиты кровью, он был расстрелян, когда братья Царнаевы пытались завладеть его оружием.
На шестой день суда выступил свидетель Дан Менг, рассказавший, как братья Царнаевы завладели его машиной и вынудили его вести 90 минут, после чего он смог убежать.

### Перестрелка в Уотертауне
На седьмой день суда обсуждались детали перестрелки между полицией и братьями Царнаевыми в Уотертауне, штат Массачусетс. Тамерлан перестреливался с сержантом полиции Уотертауна Джеффри Пульёзом, пока его пистолет не заклинило, а у сержанта не кончились патроны. Они схватились врукопашную и боролись, лёжа на земле, в то время как Джохар проехал мимо них на угнанной машине в экстремальной близости. При этом машина Джохара сбила Тамерлана и протащила его 30 футов, что его и погубило.
Силы полиции транспортного управления залива Массачусетс также приняли участие в перестрелке. Офицер Ричард Донохью получил ранение в ходе боя и был близок к смерти. Братья также бросали бомбы в полицейских.
Присяжные услышали, что братья получили оружие, которое использовали в ходе попытки бегства, от Стефана Сильвы, друга детства Джохара. На допросе у обвинителей он пытался «представить Царнаева как тайного сторонника джихада с планами убийств, законченного уголовника, достойного смертной казни», в то время как команда защиты пыталась представить главной фигурой Тамерлана, а Джохара — его подчинённым. Согласно Сильве (которому были предъявлены обвинения в преступлениях, связанных с наркотиками и оружием), оба друга были торговцами наркотиками.

### Приговор

#### Вердикт присяжных
8 апреля 2015 года Царнаев был признан виновным по всем тридцати пунктам обвинения. Обвинение в использовании оружия массового поражения вместе с помощью и пособничеством могли повлечь за собой вынесение смертной казни.
Билл и Дениз Ричардс, родители самой юной из трёх жертв теракта, выступили против вынесения смертной казни Царнаеву. Они заявили, что длительный срок рассмотрения апелляций заставит их постоянно переживать день теракта, и что они бы хотели, чтобы он провёл всю жизнь в тюрьме без возможности освобождения.
Царнаев на большей части процесса не показывал эмоций, но всё же пустил слезу, когда его родственники 4 мая 2015 года давали показания перед вынесением приговора. Защита охарактеризовала пожизненное заключение как суровое наказание и не пыталась убедить присяжных, что Джохар своими действиями заслужил менее строгого наказания. Обвинение настаивало, что казнь посредством смертельной инъекции является более подходящим наказанием.
15 мая 2015 года присяжные вынесли рекомендацию, что Царнаев по шести пунктам обвинения должен быть казнён. 15 мая присяжные зала суда после совещания продолжительностью 14,5 часов решили, что наказанием должна стать смертная казнь посредством летальной инъекции.

#### Приговор
Судья О’Тул официально вынес смертный приговор 24 июня 2015 года. Местом казни была выбрана федеральная тюрьма Терре-Хот, штат Индиана. Жертвы теракта и члены их семей получили возможность сделать заявления до вынесения приговора, хотя судья должен был представить вердикт о смертной казни коллегии присяжных. Билл Ричард заявил: «Он предпочёл ничего не делать для предотвращения всего, что произошло. Он выбрал ненависть. Он выбрал разрушение. Он выбрал смерть. Мы выбираем любовь. Мы выбираем доброту. Мы выбираем мир. Это наш ответ на ненависть. Это — то, что отличает нас от него».
Царнаев заговорил в первый раз и извинился перед жертвами и выжившими. «Я — мусульманин. Моя религия — ислам. Я молюсь, чтобы Аллах даровал свою милость всем пострадавшим в ходе взрыва и их семьям. Я молюсь о вашем исцелении. Я прошу Аллаха смилостивиться надо мной, над моим братом и моей семьёй».
После того как судья О’Тул официально вынес приговор о смертной казни, он сказал Царнаеву: «Никто не вспомнит, что ваши учителя любили вас, что вы были приятным человеком, хорошим атлетом… Когда бы ваше имя ни вспомнили, оно будет связано со злом, которое вы принесли… Вспомнят, что вы убивали и калечили… Это был чудовищный самообман. Вам пришлось забыть о собственной человечности. Гуманно вы относились только к своему брату Тамерлану».

#### Апелляции
Царнаев представил апелляцию, последний срок подачи который истекал 17 августа 2016 года. 15 января 2016 года судья Джордж О’Тул отклонил апелляцию Царнаева и 13 сентября 2016 года приговорил его к выплате 101.125.027 долларов жертвам и в Massachusetts Victim Compensation Fund. & appeals.,
В декабре 2018 года юристы Царнаева подготовили новую апелляцию. Они указывают, что суд не был вынесен за пределы Бостона и двое присяжных сказали неправду о своем досудебном отношении к теракту, что судья позволил войти в состав присяжным, имевшим заранее предвзятое мнение из-за освещения в СМИ. Апелляционный суд первого округа США 31 июля 2020 года поддержал апелляцию, отменив приговоры по трём обвинениям, связанным с оружием и отменил смертную казнь. Был назначен новый судебный процесс в нижестоящем суде по снятым обвинениям. По оставшимся приговорам было назначено несколько пожизненных заключений, поэтому Царнаев должен провести остаток жизни в тюрьме вне зависимости от исхода новых судебных процессов.
В октябре 2020 года федеральное правительство затребовало дело для пересмотра в Верховном суде страны. 22 марта 2021 суд удовлетворил это требование. 13 октября 2022 года Верховный суд рассмотрел дело, получившее название «Соединённые штаты против Царнаева». 4 марта 2022 года Верховный суд США оставил в силе смертный приговор Царнаеву
6 апреля 2022 года апелляционный суд первого округа США подчинился решению Верховного суда. На следующий день 7 апреля 2022 года адвокат Царнаева подал в апелляционный суд первого округа США ходатайство об отсрочке исполнения и апелляции о рассмотрении четырех конституционных исков по его делу, в том числе о том, что окружной суд США в Бостоне неправомерно принудил его предстать перед судом в городе, обвинения в адрес жюри присяжных и допущении доказательств, собранных после «вынужденного признания».

## Мнения
Руководитель Чеченской Республики Рамзан Кадыров прокомментировал ситуацию в Instagram как:
Джохар Царнаев приговорён к смертной казни… Эта новость никого не удивила. Американским спецслужбам, которых обвиняли в причастности к бостонской трагедии, нужна была жертва. Им в жертву принесли Царнаева. Да, я за жесткую борьбу с терроризмом. Любой человек, замышляющий зло, должен быть нейтрализован. Но мне не нравится, когда под видом борьбы с терроризмом разыгрывают спектакль
Идеальная биография для кандидата в губернаторы
Кто же даст гарантии, что, отправив Царнаева на казнь, завтра не выяснится его невиновность? Это в США бывает часто. Ему было девять лет, когда приехал в США. А Америка, в которую он верил, сделала из него террориста
.

Жертва происшествия Сидни Коркоран (её матери ампутировали обе ноги), написала в Twitter
Пусть он уберется из нашей жизни. Пусть будет так, как он сам того пожелал,— око за око
.